# Mercedes-Euklid

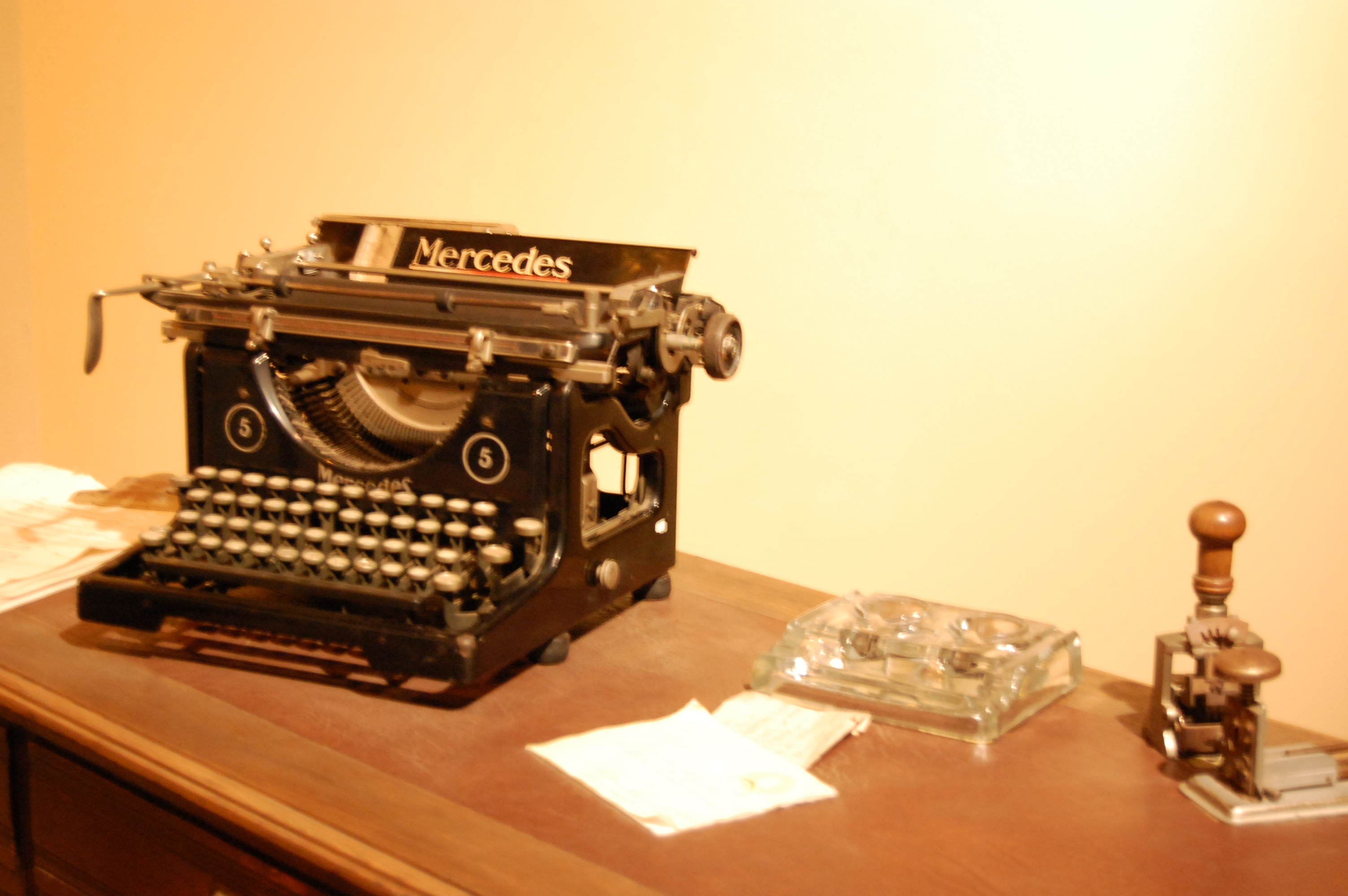
Mercedes també és coneguda per produir màquines d'escriure.

La Mercedes-Euklid  va ser una calculadora inventada a Alemanya a principis del segle xx. Va ser construïda a Turíngia, Alemanya el 1905. Els primers models mecànics manuals van utilitzar un disseny de palanca proporcional dissenyat per Christel Hamann el 1903.
Un model elèctric, el  Mercedes Euklid 30, va ser llançat aproximadament el 1935. A la dècada del 1960, un altre model elèctric va ser llançat sota el nom de "Cellatron".
La companyia Mercedes ("Mercedes Büro-Machines Werke AG, Zella-Mehlis", no el fabricant d'automòbils Mercedes-Benz) també és coneguda per produir màquines d'escriure.